# Richard McLaren
Richard Henry McLaren OC (* 1945) ist ein kanadischer Hochschullehrer und Anwalt.
McLaren absolvierte seinen Master of Laws an der University of London und trat 1974 der Anwaltsvereinigung Ontarios bei.
Er ist Professor an der Western University in Ontario. Sein Schwerpunkt liegt beim Sportrecht. Im Dezember 2015 wurde McLaren zum Officer des Order of Canada ernannt.
Weltweite Bekanntheit erlangte er mit der Präsentation des so genannten McLaren-Reports, der sich mit systematischem Doping im russischen Sport befasste. McLaren ist zudem Mitglied des Internationalen Sportgerichtshofes.
Seit Anfang 2020 war McLaren zudem Vorsitzender der Untersuchungskommission, die die in einer ARD-Dokumentation erhobenen Vorwürfe gegen die International Weightlifting Federation und ihren Präsidenten Tamás Aján untersucht. Der Anfang Juni 2020 veröffentlichte Abschlussbericht bestätigte alle wesentlichen Vorwürfe gegen Aján und zeichnete ein verheerendes Bild vom IWF unter Ajáns Führung. Zudem wurden neue Missstände wie Wahlfälschung bei Ajáns Wahl 2013 und 2017 sowie vertuschte Doping-Befunde von WM-Medaillengewinnern bekannt.